# Auteurslezingen
Auteurslezingen is een initiatief van het Literatuur Vlaanderen waarbij auteurs en organisatoren van een literair evenement gesteund worden. Voor 2013 werd dit onderhouden door Iedereen Leest. Auteurs kunnen een aanvraag indienen om in de auteurslijst opgenomen te worden. Indien dit na een kwaliteitscontrole wordt goedgekeurd, kunnen ze geboekt worden voor lezingen en ontvangen ze 100 euro subsidie per lezing. Organisatoren kunnen de auteurslijst raadplegen en via Literatuur Vlaanderen een aanvraag voor een lezing indienen. Onder organisatoren vallen onder andere scholen, bibliotheken, leesclubs, zorginstellingen en sinds 2018 ook alle filialen van boekhandels, onafhankelijk of niet.
Onder een lezing verstaat Literatuur Vlaanderen een ontmoeting tussen één of meerdere auteurs en lezers die minimaal één (les)uur duurt. Tijdens de lezing vertrekt men vanuit bestaande literaire boeken of teksten en gaat men er dan creatief mee aan de slag.